# Alice Brady

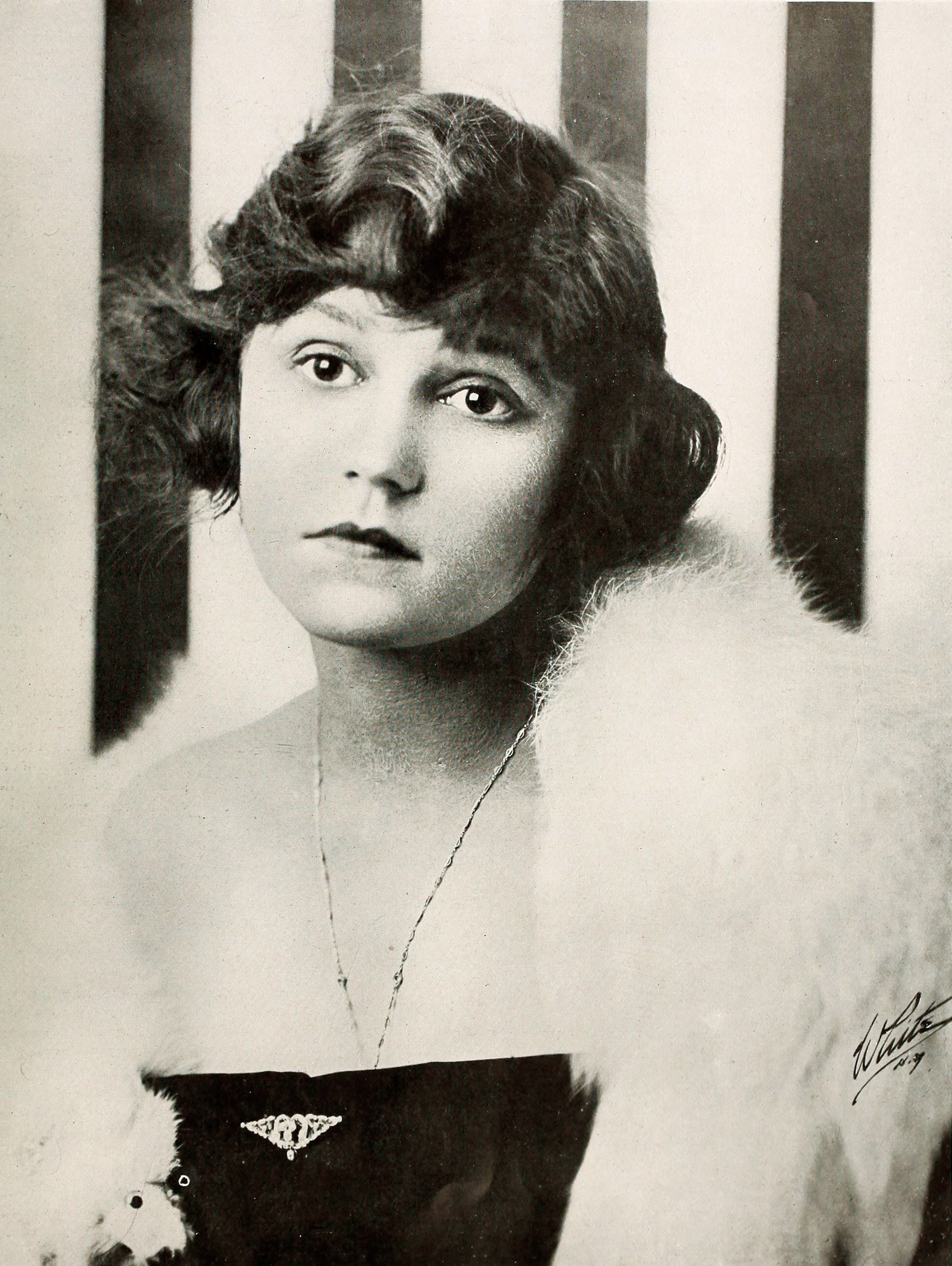
Alice Brady (1916).

Alice Brady (* 2. November 1892 in New York City; † 28. Oktober 1939 in New York City) war eine US-amerikanische Theater- und Filmschauspielerin, die für ihre Darstellung in Chicago 1938 den Oscar als Beste Nebendarstellerin gewann.

## Leben
Alice Brady war die Tochter des Broadwayproduzenten William A. Brady und kam bereits als Kind mit der Theaterwelt in Kontakt. Ihre Theaterkarriere begann 1911. Zwischen 1914 und 1923 trat sie darüber hinaus in zahlreichen Stummfilmen auf. Ihren größten Erfolg als Bühnenschauspielerin feierte sie 1931 in Eugene O’Neills Trauer muss Elektra tragen. 1933 unterschrieb Brady einen Studiovertrag bei MGM und gab ihr Debüt in When Ladies Meet. In den Folgejahren war Brady in zahlreichen Filmen meist als exzentrische Dame zu sehen, darunter in Tanz mit mir! und zweimal neben Deanna Durbin, 1936 in Drei süße Mädels und im Folgejahr in 100 Mann und ein Mädchen.
Auf der Oscarverleihung 1937 war die Schauspielerin für ihren Auftritt in Mein Mann Godfrey neben Carole Lombard und William Powell für einen Oscar als beste Nebendarstellerin nominiert. Im Folgejahr erhielt Brady für Chicago den Preis. Sie verkörperte den historisch belegten Charakter der Miss O’Leary, deren Kuh einer Legende zufolge den großen Brand von Chicago im Oktober 1871 auslöste. Alice Brady konnte aufgrund einer Verletzung den Preis nicht persönlich entgegennehmen. Es entstand das Gerücht, dass auf der Feier ein Betrüger auf die Bühne ging und die Auszeichnung in Empfang genommen haben soll, um danach unerkannt zu verschwinden. Die Schauspielerin soll später einen Ersatz-Oscar erhalten haben. Nach anderen Berichten handelt es sich dabei jedoch um einen Mythos. Der Mann, der den Oscar in Empfang genommen hat, soll der Regisseur des Films gewesen sein, der ihr die Auszeichnung später übergeben hat.
Alice Brady verlor 1939 im Alter von 46 Jahren ihren jahrelangen Kampf gegen den Krebs. Fünf Monate vor ihrem Tod war ihr letzter Film, die Filmbiografie Der junge Mr. Lincoln von John Ford, in der sie die Mutter zweier wegen Mordes angeklagter Männer gespielt hatte, in den Kinos erschienen. An Alice Brady erinnert ein Stern auf dem Hollywood Walk of Fame in der Kategorie Film.

## Filmografie
- 1914: As Ye Sow
- 1915: The Boss
- 1915: The Cup of Chance (Kurzfilm)
- 1915: The Lure of Woman
- 1916: The Ballet Girl
- 1916: The Woman in 47
- 1916: Then I'll Come Back to You
- 1916: Tangled Fates
- 1916: La Bohème
- 1916: Miss Petticoats
- 1916: The Gilded Cage
- 1916: Bought and Paid For
- 1916: The Rack
- 1917: A Woman Alone
- 1917: A Hungry Heart
- 1917: The Dancer's Peril
- 1917: Darkest Russia
- 1917: Maternity
- 1917: The Divorce Game
- 1917: A Self-Made Widow
- 1917: Betsy Ross
- 1917: The Maid of Belgium
- 1917: Her Silent Sacrifice
- 1918: Woman and Wife
- 1918: The Knife
- 1918: The Spurs of Sybil
- 1918: The Trap
- 1918: At the Mercy of Men
- 1918: The Ordeal of Rosetta
- 1918: The Whirlpool
- 1918: The Death Dance
- 1918: The Better Half
- 1918: Her Great Chance
- 1918: In the Hollow of Her Hand
- 1919: The Indestructible Wife
- 1919: The End of the Road
- 1919: The World to Live In
- 1919: Marie, Ltd.
- 1919: The Redhead
- 1919: His Bridal Night
- 1920: The Fear Market
- 1920: Sinners
- 1920: A Dark Lantern
- 1920: The New York Idea
- 1921: Out of the Chorus
- 1921: The Land of Hope
- 1921: Little Italy
- 1921: Dawn of the East
- 1921: Hush Money
- 1922: Missing Millions
- 1922: Anna Ascends
- 1923: The Leopardess
- 1923: The Snow Bride
- 1933: When Ladies Meet
- 1933: Herz zu verschenken (Beauty for Sale)
- 1933: Broadway to Hollywood
- 1933: Stage Mother
- 1933: Should Ladies Behave
- 1934: Wo ist das Kind der Madeleine F.? (Miss Fane’s Baby Is Stolen)
- 1934: Scheidung auf amerikanisch (The Gay Divorcee)
- 1935: Die Goldgräber von 1935 (Gold Diggers of 1935)
- 1935: The Legion of Valour
- 1935: Lady Tubbs
- 1935: Metropolitan
- 1936: The Harvester
- 1936: Mein Mann Godfrey (My Man Godfrey)
- 1936: Auf in den Westen (Go West, Young Man)
- 1936: Mind Your Own Business
- 1936: Drei süße Mädels (Three Smart Girls)
- 1937: Mama Steps Out
- 1937: Call It a Day
- 1937: Mr. Dodd Takes the Air
- 1937: 100 Mann und ein Mädchen (One Hundred Men and a Girl)
- 1937: Merry-Go-Round of 1938
- 1938: Chicago (In Old Chicago)
- 1938: Goodbye Broadway
- 1938: Joy of Living
- 1939: Zenobia, der Jahrmarktselefant (Zenobia)
- 1939: Der junge Mr. Lincoln (Young Mr. Lincoln)

## Auszeichnungen
- Oscarverleihung 1937: Nominierung für den Oscar als beste Nebendarstellerin in Mein Mann Godfrey
- Oscarverleihung 1938: Auszeichnung mit dem Oscar als beste Nebendarstellerin in Chicago